# Герасимово (Великоустюзький район)
Гера́симово (рос. Герасимово) — присілок у складі Великоустюзького району Вологодської області, Росія. Входить до складу Трегубовського сільського поселення.

## Населення
Населення — 2 особи (2010; 2 у 2002).
Національний склад (станом на 2002 рік):
- росіяни — 100 %